# Трифорий

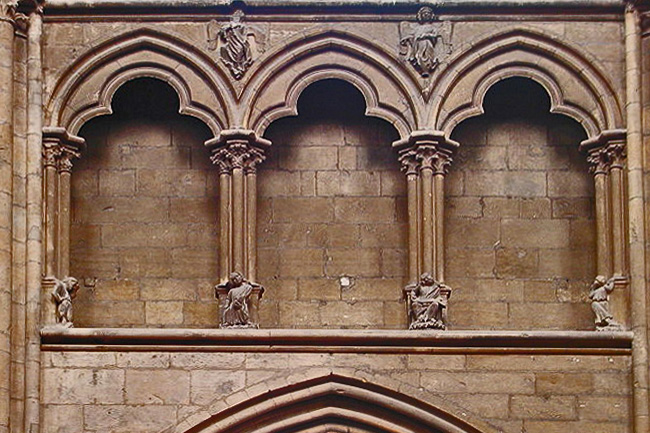
Трифорий в Неверском соборе

Трифо́рий (лат. triforium от лат. tres, tria — три и лат.  foris  — дверь, вход; нем. Dreibogen, Drillingsbogen — тройная арка) — в средневековых романских и готических соборах Западной Европы — узкая невысокая галерея второго яруса главного нефа. Название «трифорий» происходит от сдвоенных или, чаще, строенных, арочных проёмов таких галерей.
Вначале в полутёмных романских базиликах верхние галереи устраивали для того, чтобы через их проёмы усилить освещённость боковых нефов из более светлого, центрального. Боковые нефы были ниже (часто они не имели наружных окон), а более высокий центральный неф освещался окнами в верхней части стен, расположенных выше кровель боковых нефов. Со временем такая необходимость отпала, особенно в зальных храмах, и трифории стали играть роль обходных галерей или матронеев . 

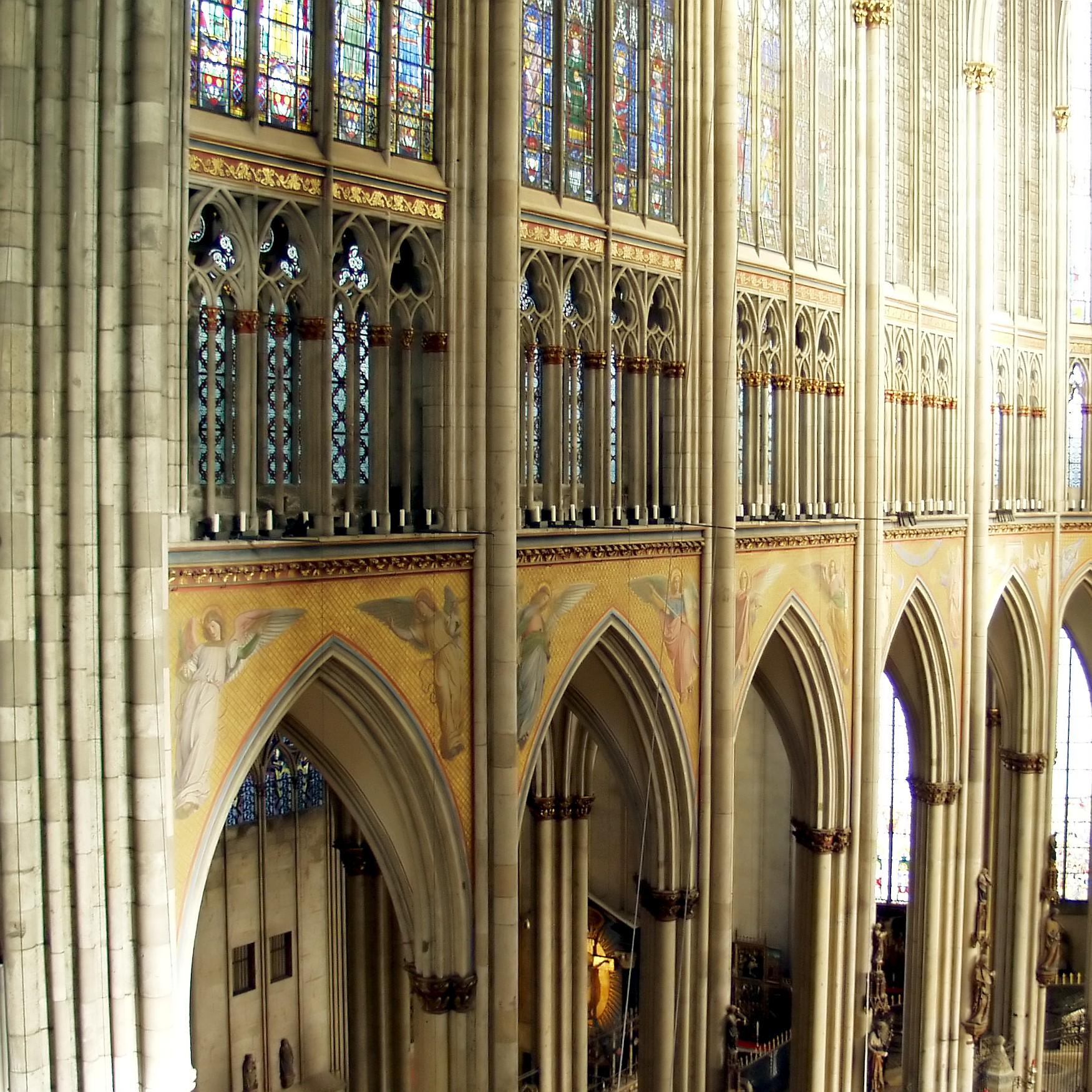
Трифорий в Кёльнском соборе

По мере развития готической архитектуры трифории стали терять своё значение, их делали всё уже и постепенно они превратились в декоративный элемент, так называемые «глухие», или «слепые аркады» (нем. Blendarkaden). Такие «слепые трифории» имеются в знаменитых французских соборах Кана, Отёна, Лана.
Аналогичную эволюцию претерпели обходные арочные ломбардские галереи итальянских церквей, которые постепенно превращались, подобно машикулям, в орнаментальные пояса, называемые аркатурой. Ломбардскую арочную галерею можно видеть на наружных стенах тибуриума церкви Санта-Мария-делле-Грацие в Милане. Наружные трифории и аркатурные пояса — в соборе  Модены (Эмилия-Романья). Благодаря западным мастерам аркатуры, называемые аркатурно-колончатыми поясами, появились в древнерусском зодчестве владимиро-суздальской школы времени Андрея Боголюбского, а затем и московской школы.